# Заречный (Владимирская область)
Заречный — посёлок в Вязниковском районе Владимирской области России, входит в состав муниципального образования посёлок Мстёра.

## География
Посёлок расположен на берегу реки Тара в 2 км на юг от центра поселения посёлка Мстёра и в 19 км на северо-запад от райцентра города Вязники.

## История
Посёлок основан после Великой Отечественной войны в составе Мстерского сельсовета, с 1954 года — в составе Барско-Татаровского сельсовета, с 2005 года — в составе муниципального образования посёлок Мстёра.

## Население
| 2002 | 2010 | 2021 |
| ---- | ---- | ---- |
| 309  | ↗321 | ↘272 |